# Arvid von Runneberg
Arvid von Runneberg, tidigare Runneberg, född 1645 i Stockholm, död 1697, var en svensk militär.

## Biografi
Arvid von Runneberg föddes 1645 i Stockholm. Han var son till tygmästaren och ingenjören Håkan Arvidsson i Ingermanland och Karelen och Brita Larsdotter. von Runneberg antogs 1660 till Artilleriet och var 8 augusti 1668  fortifikationskassör i Riga. Han blev 1670 artilleribokhållare i Estland, Livland och Ingermanland. von Runneberg blev 30 mars 1674 tygmästare vid artilleriet, med konfirmerad fullmakt 18 december 1674. Han adlades 15 oktober 1680 till von Runneberg och introducerades 1680 i Sveriges Riddarhus som nummer 966. von Runneberg avled 1697.